# Grand Prix Itálie 1959
Grand Prix Itálie 1959 (oficiálně XXX Gran Premio d'Italia) se jela na okruhu Autodromo Nazionale Monza v Monze v Itálii dne 13. září 1959. Závod byl osmým v pořadí v sezóně 1959 šampionátu Formule 1.

## Závod
| Poř.   | No. | Jezdec              | Konstruktér     | Počet kol | Čas/Odstoupení | Pořadí na startu | Body |
| ------ | --- | ------------------- | --------------- | --------- | -------------- | ---------------- | ---- |
| 1      | 14  | Stirling Moss       | Cooper-Climax   | 72        | 2:04:05.4      | 1                | 8    |
| 2      | 32  | Phil Hill           | Ferrari         | 72        | + 46.7         | 5                | 7    |
| 3      | 12  | Jack Brabham        | Cooper-Climax   | 72        | + 1:12.5       | 3                | 4    |
| 4      | 36  | Dan Gurney          | Ferrari         | 72        | + 1:19.6       | 4                | 3    |
| 5      | 34  | Cliff Allison       | Ferrari         | 71        | + 1 kolo       | 8                | 2    |
| 6      | 38  | Olivier Gendebien   | Ferrari         | 71        | + 1 kolo       | 6                |      |
| 7      | 2   | Harry Schell        | BRM             | 70        | + 2 kola       | 7                |      |
| 8      | 6   | Jo Bonnier          | BRM             | 70        | + 2 kola       | 11               |      |
| 9      | 16  | Maurice Trintignant | Cooper-Climax   | 70        | + 2 kola       | 13               |      |
| 10     | 26  | Carroll Shelby      | Aston Martin    | 70        | + 2 kola       | 19               |      |
| 11     | 40  | Colin Davis         | Cooper-Maserati | 68        | + 4 kola       | 18               |      |
| 12     | 10  | Giorgio Scarlatti   | Cooper-Climax   | 68        | + 4 kola       | 12               |      |
| 13     | 4   | Ron Flockhart       | BRM             | 67        | + 5 kol        | 15               |      |
| 14     | 42  | Ian Burgess         | Cooper-Maserati | 67        | + 5 kol        | 16               |      |
| 15     | 28  | Giulio Cabianca     | Maserati        | 64        | + 8 kol        | 21               |      |
| Ret    | 24  | Roy Salvadori       | Aston Martin    | 44        | Motor          | 17               |      |
| Ret    | 8   | Bruce McLaren       | Cooper-Climax   | 22        | Motor          | 9                |      |
| Ret    | 22  | Jack Fairman        | Cooper-Maserati | 18        | Motor          | 20               |      |
| Ret    | 20  | Innes Ireland       | Lotus-Climax    | 14        | Brzdy          | 14               |      |
| Ret    | 18  | Graham Hill         | Lotus-Climax    | 1         | Spojka         | 10               |      |
| Ret    | 30  | Tony Brooks         | Ferrari         | 0         | Spojka         | 2                |      |
| Zdroj: |     |                     |                 |           |                |                  |      |

Poznámky
1. ↑  Phil Hill získal jeden bod za zajetí nejrychlejšího kola.

## Průběžné pořadí po závodě
Pohár jezdců
|        | Pořadí | Jezdec        | Body |
| ------ | ------ | ------------- | ---- |
|        | 1      | Jack Brabham  | 31   |
| 1      | 2      | Stirling Moss | 25,5 |
| 1      | 3      | Tony Brooks   | 23   |
|        | 4      | Phil Hill     | 20   |
| 3      | 5      | Dan Gurney    | 13   |
| Zdroj: |        |               |      |

Pohár konstruktérů
|        | Pořadí | Konstruktér   | Body    |
| ------ | ------ | ------------- | ------- |
|        | 1      | Cooper-Climax | 38 (45) |
|        | 2      | Ferrari       | 32 (34) |
|        | 3      | BRM           | 18      |
|        | 4      | Lotus-Climax  | 3       |
| Zdroj: |        |               |         |